# Grevillea microstegia
Espèce
Classification phylogénétique
Grevillea microstegia est une espèce de plantes à fleurs de la famille des Proteaceae. C'est un arbuste endémique dans le parc national des monts Grampians au Victoria en Australie. Il peut mesurer de 0,3 à 1 mètre de hauteur et 2 à 4 m de diamètre. Il donne des fleurs rouges avec un stigmate vert entre novembre et décembre (de la fin du printemps au début de l'été) dans son aire naturelle.
L'espèce a été décrite pour la première fois par le botaniste Bill Molyneux dans Muelleria en 1975.
Cette espèce est considérée comme menacée au Victoria par le Flora and Fauna Guarantee Act 1988.